# بنیاد هنر و فناوری خلاق (فکت)
بنیاد هنر و فناوری خلاق (فکت) (انگلیسی: FACT Liverpool) مرکزی برای هنر نیومدیا در لیورپول ، انگلستان است. این موسسه دارای گالری‌ها، سینمای تحت مدیریت Picturehouse ، یک بار و یک کافه است.